# Geleira Paternostro
A Geleira Paternostro (69° 24′ S, 158° 37′ L) é uma geleira, de 11 milhas náuticas (20 km) de comprimento, nas Colinas de Wilson. Flui entre a Serrrania Cook e as Colinas de Goodman para entrar na parte leste da Baía de Davies. Foi mapeada pelo Serviço Geológico dos Estados Unidos (USGS) a partir de levantamentos e fotos aéreas da Marinha dos Estados Unidos, em 1960-63. Foi batizada pelo Advisory Committee on Antarctic Names (Comitê Consultivo para Nomes Antárticos) (US-ACAN) com o nome do tenente (j.g.) Joseph L.A. Paternostro, Reserva da Marinha dos Estados Unidos, piloto da aeronave Hércules LC-130F durante a Operação Deep Freeze entre 1967 e 1968.